# Kahhof
Kahhof ist ein  Gemeindeteil von Püchersreuth im Landkreis Neustadt an der Waldnaab des bayerischen Regierungsbezirks Oberpfalz.

## Geographische Lage
Die Einöde Kahhof befindet sich am Südwestrand von Wurz auf dem Rotzenbühl. Von Norden, Westen und Süden ist Kahhof von einer Flussschleife der Waldnaab umgeben.
Westlich von Kahhof verläuft die Bahnstrecke Weiden–Oberkotzau. Der nächstgelegene Bahnhof ist in Windischeschenbach, 3,2 km nördlich von Kahhof.
Kahhof liegt 4,5 km nordwestlich von Püchersreuth, 3,5 km nördlich von Neustadt an der Waldnaab und 3,5 km südlich von Windischeschenbach.

## Geschichte
Kahhof (auch „Mühle zum Hag, Hogmuhl, Hogmühl, Hagmüll, Kahoff“) gehörte vom 15. bis zum 17. Jahrhundert zum Gericht Neuhaus.
Die Burg Neuhaus wurde Ende des 13. Jahrhunderts von Landgraf Ulrich I. von Leuchtenberg erbaut und ab 1328 an das Kloster Waldsassen verpfändet.
Ab 1515 ging sie in das Eigentum des Klosters Waldsassens über.
Kahhof wurde in einer Verkaufsurkunde von 1423 als „Die Mühle zum Hag“ erwähnt.
Die Landgrafen Johann und Jorg von Leuchtenberg verkauften darin Teile ihres Besitzes an das Kloster Waldsassen.
Kahhof wurde im waldsassischen Ämterverzeichnis 1560 mit einer Mannschaft verzeichnet.
Kurfürst Ottheinrich führte 1542 per Erlass die protestantische Konfession in seinem Fürstentum ein.
In den Jahren 1548 bis 1571 ging die Herrschaft des Klosters Waldsassen in die kurpfälzische Landeshoheit über.
Im Rahmen der von Ottheinrich 1558 durchgeführten Neuordnung des Kirchenwesens in der Oberen Pfalz wurde Wurz Pfarrei in der Superintendentur Tirschenreuth.
Die Pfarrei Wurz umfasste die Ortschaften Kotzenbach, Pfaffenreuth, Mitteldorf, Rotzendorf, Walpersreuth, Eppenreith, Kahhof, Lamplmühle, Ernsthof, Stinkenbühl, Rotzenmühle, Wurmsgefäll, Geißenreuth.
Ihr Pfarrer war Michael Schiffendecker aus Runneburg bei Zwickau.
Wurz gehörte zunächst zum Landgericht Tirschenreuth und wurde 1857 in das Landgericht Neustadt an der Waldnaab umgegliedert.
Bei der Gegenreformation wurde Wurz wieder katholisch, die kirchliche Einteilung Ottheinrichs wurde aufgehoben und der Zustand vor der Reformation wieder hergestellt.
Der Stift Waldsassen wurde 1669 an die Zisterzienser zurückgegeben.
Die Pfarrei Wurz gehörte nun zum Dekanat Nabburg.
Das Ämterverzeichnis von 1622 erwähnte Kahhof mit 1 Mannschaft und das Steuerbuch von 1630 mit 1 Hof.
1792 hatte Kahhof 1 Untertan.
Seit 1808 war Wurz Gemeinde und Steuerdistrikt mit den Ortschaften Wurz, Kahhof, Kotzenbach, Lamplmühle und Pfaffenreuth.
1978 wurde die Gemeinde Wurz mit ihren Gemeindeteilen in die Gemeinde Püchersreuth eingegliedert.

## Einwohnerentwicklung in Kahhof ab 1819
| Jahr | Einwohner | Gebäude |
| ---- | --------- | ------- |
| 1819 | 11        | 1       |
| 1838 | 9         | 1       |
| 1871 | 19        | 7       |
| 1885 | 8         | 1       |
| 1900 | 11        | 1       |
| 1913 | 11        | 2       |

| Jahr | Einwohner | Gebäude |
| ---- | --------- | ------- |
| 1925 | 10        | 1       |
| 1950 | 15        | 1       |
| 1961 | 6         | 1       |
| 1970 | 5         | k. A.   |
| 1987 | 8         | 1       |
| 2011 | 5         | k. A.   |